# Doux Sauvage
 (novembre 2017).
Si vous disposez d'ouvrages ou d'articles de référence ou si vous connaissez des sites web de qualité traitant du thème abordé ici, merci de compléter l'article en donnant les références utiles à sa vérifiabilité et en les liant à la section « Notes et références ».
Albums de Robert Charlebois
Le Chanteur masqué
(1996) Tout est bien
(2010)
Doux Sauvage est un album de chansons du musicien et auteur-compositeur-interprète québécois Robert Charlebois, sorti en 2001.
L'album reçoit le Prix Félix, récompense remise aux artistes québécois lors du gala de l'ADISQ, en 2002, dans la catégorie « Album de l’année – Folk contemporain ».

## Liste des titres
Toutes les chansons sont écrites et composées par Robert Charlebois, sauf annotations.
| 1.    | C'était une très bonne année (adaptation française : Robert Charlebois - paroles et musique : Ervin Drake) | 3:36 |
| 2.    | Au lieu de travailler                                                                                      | 3:45 |
| 3.    | Viens chez moi j'ai pas la télé                                                                            | 3:44 |
| 4.    | Les Américains                                                                                             | 3:02 |
| 5.    | Les ondes                                                                                                  | 3:44 |
| 6.    | Alcool | 4:31 |
| 7.    | La démone                                                                                                  | 3:44 |
| 8.    | Blues funèbres (adaptation de Funeral Blues (en) de W. H. Auden - musique : Robert Charlebois)             | 3:59 |
| 9.    | J'y arrive pas                                                                                             | 3:48 |
| 10.   | Pleine lune                                                                                                | 4:00 |
| 11.   | Si | 3:35 |
| 12.   | Adieu | 4:13 |
| 13.   | Mon meilleur ami                                                                                           | 3:39 |
| 14.   | Witchitai-to (Jim Pepper) (reprise de l'album Solidaritude, 1973)                                          | 3:53 |
| 53:05 | |      |

Note
- Dans l'édition canadienne de l'album, le 3e titre, Viens chez moi j'ai pas la télé, n'est pas présent.

## Crédits
| - Robert Charlebois : chant, guitare, piano - Dominique Lanoie : guitare électrique, guitare acoustique, lap steel guitar, Dobro, charango, harmonium indien - Frédéric Beauséjour : basse, contrebasse, guitare, claviers, chant - Rémi Leclerc : batterie, percussions - Alain Quirion : batterie (titre 11) | - Production : Claude Larivée assisté de Robert Langlois - Arrangements : Robert Charlebois, Frédéric Beauséjour, Dominique Lanoie, Rémi Leclerc, Claude Larivée, Robert Langlois - Mastering : Jim Rabchuk - Enregistrement, mixage : Robert Langlois - Photographie : Jean-François Bérubé - Artwork (graphisme) : Jo-Ann Bolduc |